# Myriophacidium aphyophyllicum
Myriophacidium aphyophyllicum är en svampart som beskrevs av Sherwood 1974. Myriophacidium aphyophyllicum ingår i släktet Myriophacidium och familjen Rhytismataceae.   Inga underarter finns listade i Catalogue of Life.